# Нахджір-Колає
Нахджір-Колає (перс. نخجيركلايه) — село в Ірані, у дегестані Лаялестан, у Центральному бахші, шагрестані Ляхіджан остану Ґілян. За даними перепису 2006 року, його населення становило 1069 осіб, що проживали у складі 305 сімей.

## Клімат
Середня річна температура становить 14,79 °C, середня максимальна – 28,71 °C, а середня мінімальна – 0,46 °C. Середня річна кількість опадів – 1158 мм.
| Клімат поселення                              | Клімат поселення | Клімат поселення | Клімат поселення | Клімат поселення | Клімат поселення | Клімат поселення | Клімат поселення | Клімат поселення | Клімат поселення | Клімат поселення | Клімат поселення | Клімат поселення | Клімат поселення |
| Показник                                      | Січ.             | Лют.             | Бер.             | Квіт.            | Трав.            | Черв.            | Лип.             | Серп.            | Вер.             | Жовт.            | Лист.            | Груд.            |                  |
| Середній максимум, °C                         | 9,26             | 9,60             | 12,06            | 17,81            | 21,90            | 25,71            | 28,71            | 28,40            | 25,42            | 21,17            | 16,54            | 12,37            |                  |
| Середня температура, °C                       | 4,86             | 5,18             | 7,64             | 13,40            | 17,50            | 21,30            | 24,55            | 24,24            | 21,26            | 16,99            | 12,38            | 8,20             |                  |
| Середній мінімум, °C                          | 0,46             | 0,78             | 3,24             | 9,01             | 13,09            | 16,92            | 20,38            | 20,07            | 17,10            | 12,83            | 8,20             | 4,02             |                  |
| Норма опадів, мм                              | 109              | 91               | 85               | 44               | 45               | 33               | 32               | 61               | 136              | 213              | 172              | 137              |                  |
| Середньомісячна швидкість вітру, м/с          | 2.40             | 2.50             | 2.48             | 2.44             | 2.40             | 2.69             | 2.60             | 2.32             | 2.12             | 2.10             | 2.10             | 2.20             |                  |
| Середньомісячна сонячна радіація, кДж/м²·день | 7042             | 9109             | 11001            | 15485            | 19732            | 21717            | 22320            | 18744            | 15213            | 10824            | 8649             | 6672             |                  |
| --------------------------------------------- | ---------------- | ---------------- | ---------------- | ---------------- | ---------------- | ---------------- | ---------------- | ---------------- | ---------------- | ---------------- | ---------------- | ---------------- | ---------------- |
| Джерело:                                      |                  |                  |                  |                  |                  |                  |                  |                  |                  |                  |                  |                  |                  |